# 木卫二十八
木卫二十八又稱為「奧托諾爾」（英語：Autonoe），是環繞木星運行的一顆衛星，属于帕西法尔卫星群。在2001年由斯科特·谢泼德（Scott S. Sheppard）领导的一组天文學家於夏威夷大学發現。最初被命名为S/2001 J1。
木卫二十八的直径约4公里，以24,264 Mm的平均半径绕木星运行，公转周期为772.168個地球日。它对黄道的轨道倾角为151°（对木星赤道为150°），绕木星逆行，轨道离心率为0.369。